# Fini (nouvelle)
Fini est une nouvelle de Guy de Maupassant, parue en 1885.

## Historique
Fini est initialement publiée dans le quotidien Le Gaulois du 27 juillet 1885, puis reprise dans le recueil posthume Le Colporteur en 1900.

## Résumé
Se regardant dans la grande glace, le comte de Lormerin se murmure : Lormerin vit encore !
Toutefois, une invitation envoyée par une amie perdue de vue depuis vingt-cinq ans lui rappellera bientôt ses cheveux gris...

## Éditions
- 1885 -  Fini, dans Le Gaulois
- 1900 -  Fini, dans Le Colporteur, recueil de nouvelles (posthume) chez l'éditeur Ollendorff.
- 1979 -  Fini, dans Maupassant, Contes et Nouvelles, tome II, texte établi et annoté par Louis Forestier, éditions Gallimard, Bibliothèque de la Pléiade.